# Australomimetus
Australomimetus es un género de arañas araneomorfas de la familia Mimetidae. Se encuentra en Oceanía y Australomimetus japonicus en el este de Asia.

## Lista de especies
Según The World Spider Catalog 12.0:
- Australomimetus annulipes Heimer, 1986
- Australomimetus audax (Hickman, 1929)
- Australomimetus aurioculatus (Hickman, 1929)
- Australomimetus burnetti Heimer, 1986
- Australomimetus catulli (Heimer, 1989)
- Australomimetus childersiensis Heimer, 1986
- Australomimetus daviesianus Heimer, 1986
- Australomimetus diabolicus Harms & Harvey, 2009
- Australomimetus djuka Harms & Harvey, 2009
- Australomimetus dunlopi Harms & Harvey, 2009
- Australomimetus hannemanni (Heimer, 1989)
- Australomimetus hartleyensis Heimer, 1986
- Australomimetus hertelianus Heimer, 1986
- Australomimetus hirsutus Heimer, 1986
- Australomimetus japonicus (Uyemura, 1938)
- Australomimetus kioloensis Heimer, 1986
- Australomimetus maculosus (Rainbow, 1904)
- Australomimetus mendax Harms & Harvey, 2009
- Australomimetus mendicus (O. Pickard-Cambridge, 1879)
- Australomimetus miniatus Heimer, 1986
- Australomimetus nasoi Harms & Harvey, 2009
- Australomimetus pseudomaculosus Heimer, 1986
- Australomimetus raveni Heimer, 1986
- Australomimetus robustus Heimer, 1986
- Australomimetus sennio (Urquhart, 1891)
- Australomimetus spinosus Heimer, 1986
- Australomimetus stephanieae Harms & Harvey, 2009
- Australomimetus subspinosus Heimer, 1986
- Australomimetus sydneyensis Heimer, 1986
- Australomimetus tasmaniensis (Hickman, 1928)
- Australomimetus triangulosus Heimer, 1986